# Bérengère Dubrulle
Bérengère Dubrulle,née le 26 juillet 1965 à Dieppe (France), est une physicienne française, spécialiste de la turbulence. Elle est directrice de recherche au CNRS et directrice de l'École de physique des Houches depuis 2021. Elle est membre de l'Académie des sciences depuis 2024. Elle a gagné de nombreux prix et notamment le prix Joliot Cury de la femme scientifique de l'année en 2022.

## Biographie
En 1985, Bérengère Dubrulle entre à l'École normale supérieure, où elle étudie jusqu'en 1989. Entre 1987 et 1988 , elle est chercheuse invitée au département d'astronomie de l'université de Californie à Berkeley. En 1990 , elle soutient sa thèse intitulée Instabilités, turbulence et transport dans les disques d'accrétion par méthodes asymptotiques sous la direction de Jean-Paul Zahn à l'université Toulouse-III-Paul-Sabatier. En 1991 , elle effectue ses recherches postdoctorales à l'institut de recherches météorologiques de Tsukuba au Japon. La même année elle devient chargée de recherche au CNRS. Entre 1998 et 1999, elle est chercheuse associée auprès du National Center for Atmospheric Research. En 2000, elle devient directrice de recherche au CNRS au centre CEA de Saclay dans laboratoire SPEC (Service Physique de l'état Condensé), au sein de l'équipe GIT (Groupe Instabilités et Turbulence) qui devindra ensuite SPHYNX (Systèmes Physiques Hors-équilibre, hYdrodynamique, éNergie et compleXité). Ses recherches concernent notamment les disques protoplanétaires, les invariances d'échelle, les turbulences, la simulation de la turbulence et le climat. Elle est élue à l'Académie des sciences le 12 décembre 2023.

## Récompenses et honneurs
- 1987 : Georges Lurcy Fellowship[4]
- 1987&1988 : Amelia Earhart Fellowship[4]
- 1993 : médaille de bronze du CNRS[5]
- 2008 : prix Madame Victor Noury de l'Académie des sciences[6]
- 2017 : médaille d'argent du CNRS[7]
- 2021 : EGU Lewis Fry Richardson Medal[8]
- 2022 : prix Irène Joliot-Curie de la femme scientifique de l'année[9]
- 2023: Fellow de l'American Physical Society[10]

## Publications
- « Intermittency in fully developed turbulence: Log-Poisson statistics and generalized scale covariance », Physical Review Letters 73.7 (1994): 959.
- avec G. Morfill et M. Sterzik, « The dust subdisk in the protoplanetary nebula », Icarus 114.2 (1995): 237-246.
- Berhanu, Michaël, et al. « Magnetic field reversals in an experimental turbulent dynamo. », EPL (Europhysics Letters) 77.5 (2007): 59001.
- Monchaux, Romain, et al., « Generation of a magnetic field by dynamo action in a turbulent flow of liquid sodium », Physical Review Letters 98.4 (2007): 044502.
- « Differential rotation as a source of angular momentum transfer in the solar nebula », Icarus 106.1 (1993): 59-76.
- Vergassola, Massimo, et al. « Burgers' equation, Devil's staircases and the mass distribution for large-scale structures », Astronomy & Astrophysics, 289 (1994): 325-356.
- avec Uriel Frisch, « Eddy viscosity of parity-invariant flow », Physical Review A 43.10 (1991): 5355.
- Mousis, Olivier, et al., « Constraints on the formation of comets from D/H ratios measured in H2O and HCN », Icarus 148.2 (2000): 513-525.
- (coll.) « Stability and turbulent transport in Taylor–Couette flow from analysis of experimental data », Physics of Fluids 17.9 (2005): 095103.
- avec  B. Castaing, « Fully developed turbulence: a unifying point of view », Journal de physique II 5.7 (1995): 895-899.